# Egetæpper
Egetæpper, undertiden blot Ege, er en dansk virksomhed, der er en af Europas største producenter af gulvtæpper. I regnskabsåret 2008/2009 omsatte koncernen for 775 mio. kr. og beskæftigede 510 ansatte. Hovedsædet er beliggende i Herning.
Egetæpper har sit navn efter Mads Eg Damgaard, der i 1938 grundlagde virksomheden som Herning Bomuldsvæveri. Damgaard omdannede i 1951 virksomheden til et aktieselskab, der senere blev moderselskab i Egekoncernen og noteret på Københavns Fondsbørs. Mere end halvdelen af produktionen går i dag til eksport, bl.a. til England, Frankrig, Tyskland og Skandinavien.
Fra 1. december 2016 køber Egetæpper 75% af aktierne i den tyske tæppefabrikant Carpet Concept. Resten af aktierne kan købes om tidligst 5 år. Stifteren af CC, Thomas Trenkamp, bliver i virksomheden som direktør og minoritetsaktionær i endnu 5 år. Egetæpper bliver med købet en af verdens største vævespecialister. Købspris:24 millioner euro, hvilket er 180 millioner danske kroner.
Siden 2002 har Egetæpper været kongelig hofleverandør. 